# Trobelno
Trobelno je naselje v Občini Kamnik.